# Ölsremma kyrka
Ölsremma kyrka är en kyrkobyggnad i den nordöstra delen av Tranemo kommun. Den tillhör sedan 2010 Dalstorps församling (tidigare Ölsremma församling) i Göteborgs stift.

## Historia
Troligen föregicks dagens kyrka av en mindre medeltida träkyrka på dagens kyrkplats. Myndigheterna har två gånger krävt att Ölsremma skulle bygga gemensam kyrka med grannförsamlingar: först 1870 med Dalstorps församling och därefter 1881 med Ljungsarps församling. Man har emellertid motsatt sig detta och slagit vakt om den egna kyrkan.

## Kyrkobyggnaden
Den nuvarande träkyrkan uppfördes 1663. Byggnaden är knuttimrad och består av ett rektangulärt långhus med ett tresidigt kor i öster. I väster finns ett vapenhus och vid norra sidan finns en vidbyggd sakristia. Vapenhuset har två våningar och på bottenvåningen vid västra gaveln finns huvudingången. Kyrkans fasader är täckta med rödmålade spån. Alla tak är sadeltak, täckta med tvåkupigt lertegel. Torn saknas.
År 1837 byggdes kyrkan om och förlängdes åt öster så att den blev 17 meter lång och nuvarande tresidiga kor tillkom då. År 1912 byttes takbeläggningen ut från träspån till tegel. År 1928 renoverades kyrkan under ledning av arkitekten Axel Forssén och interiören präglas av den omgestaltning som då genomfördes. Då revs det södra vapenhuset från 1800-talet. År 1937 hittade man vid rivningen av ett bostadshus bräder med rester av en gammal takmålning. De har hopfogats och monterats i sakristians tak. 

## Inventarier
- Dopfunt av sandsten tillverkad under 1200-talet i en del. Höjd: 95 cm. Cuppan är cylindrisk med skrånande undersida och med en plintformad uppåt skrånande fot. Längs randen ett utsparat band och på livet ranka och halvpalmetter i platt relief. Uttömningshål saknas. Relativt välbevarad, fast något skev.[2]
- Vid norra långhusväggen finns en femsidig predikstol. 1950 utsmyckades den med figurativa målningar efter förslag av slottsarkitekten Knut Nordenskjöld.

- Altaruppsatsen är utförd av konstnären Arvid Bryth i Mölndal. Den invigdes 1963 i samband med kyrkans 300-årsjubileum.

- Altartavlan av John Hedæus, som insattes 1929, flyttades 1963 till södra väggen mitt emot predikstolen.

- Bildvävnaden "Ljusets väg" på väggen ovanför dopfunten är komponerad och utförd av Gunilla Sjögren 1983.

## Orgel
Den nuvarande orgeln är kyrkans första och var en donation av en tidigare församlingsbo. Den byggdes av E A Setterquist & Son i Örebro år 1928 och är pneumatisk. 

### Disposition
| Manual        | Pedal      | Koppel     |
| Borduna 16'   | Subbas 16' | Man/Ped    |
| Principal 8'  |            | Man 4'/Ped |
| Rörflöjt 8'   |            |            |
| Salicional 8' |            |            |
| Oktava 4'     |            |            |

## Klockstapel och klocka
Söder om kyrkan står en klockstapel av trä som uppfördes 1671–1672. I den hänger en enda klocka som omgöts 1769 av Elias Fries Thoresson i Jönköping och har inskriften: Hörer tu mitt ord och ljud / Lyft tit hjerta upp till Gud / Gack till kyrkjan, fall ther ned / Hör Guds ord, sjung, läs och bed.

## Bilder

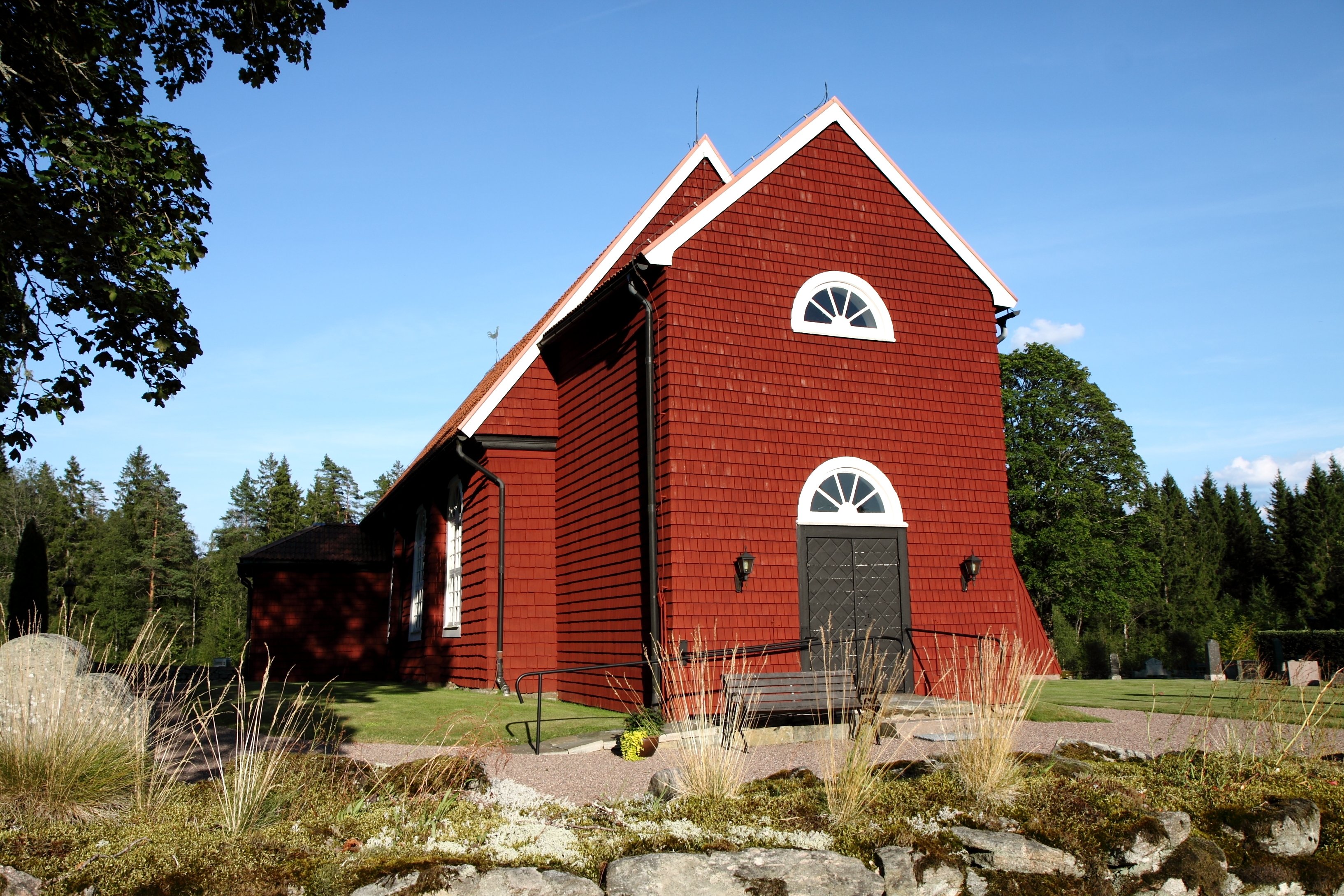
Exteriör från väst.
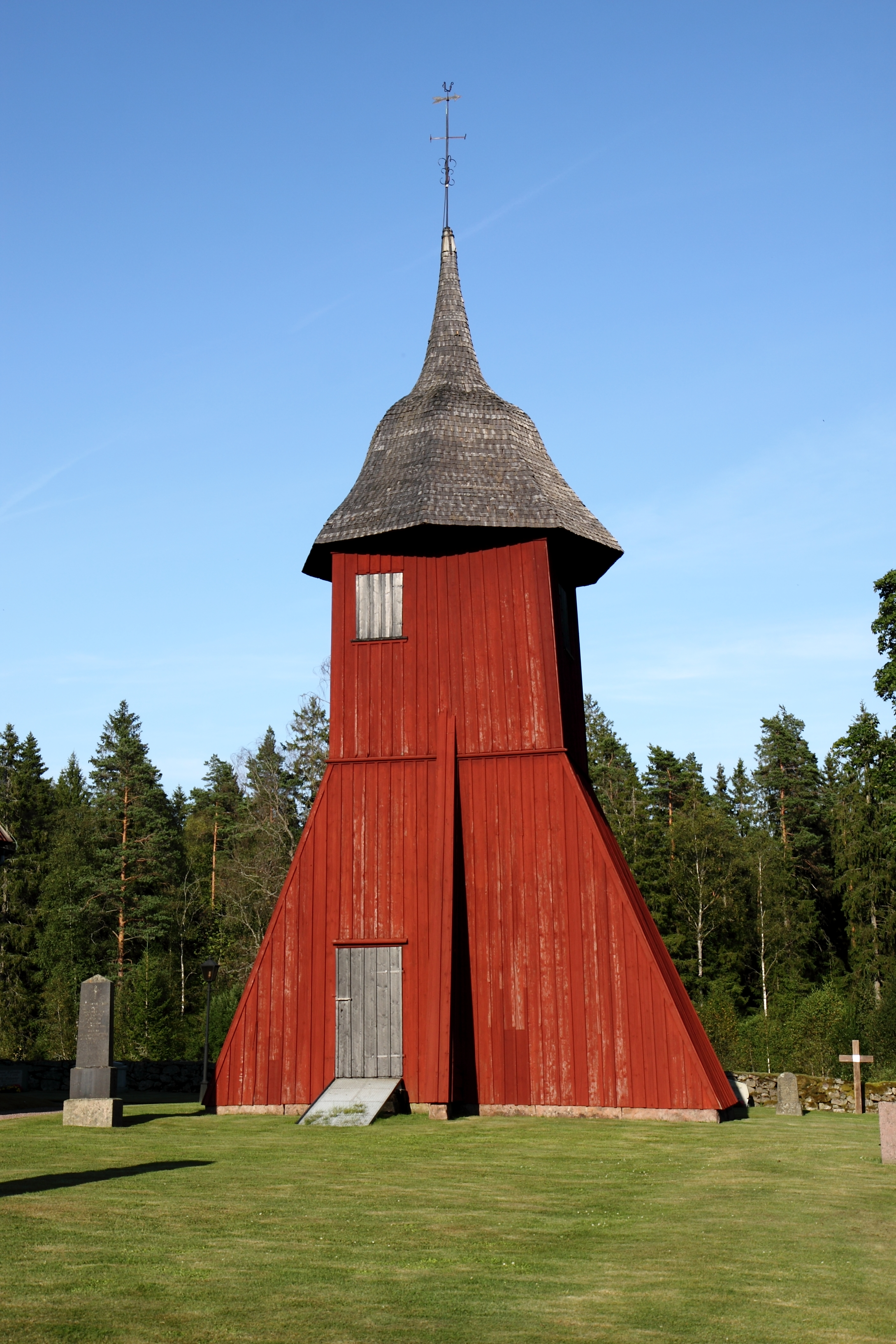
Klockstapeln.
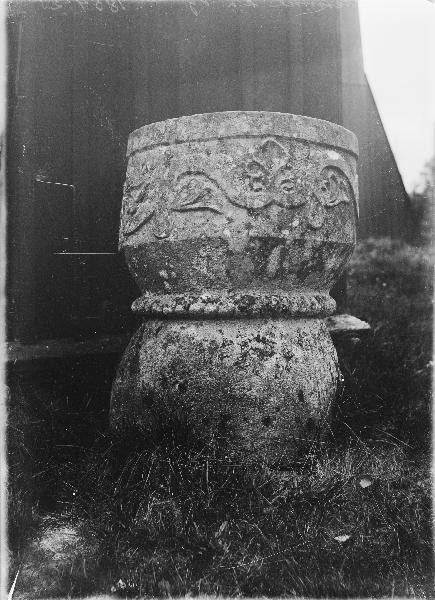
Dopfunten.